# Via fora
Via fora!, en castellano "Vía fuera", es un grito de alarma medieval catalán con el cual se hacía un llamamiento a la población de una ciudad para defender sus libertades de una amenaza externa o interna. El grito se acompañaba del repique de las campanas y se esperaba que todos los hombres libres mayores de 16 años y menores de 60 años acudieran con una ballesta y un arma.
El grito ha sido recogido en manifiestos políticos, como el anónimo austracista de 1734 Via fora els adormits ('Vía fuera los dormidos'), y en obras de literatura como la poesía Ara mateix ('Ahora mismo') de Miquel Martí y Pol musicada por Lluís Llach o la poesía anónima Au, jovent! ('¡Venga, juventud!') musicada por Ramon Muntaner en los años setenta. De este grito también se  hizo una revista, "Via fora!!", publicada en Cataluña entre 1984 y 2001.

## Etimología
Via fora viene del catalán antiguo. "Via" hace referencia a calle y "fora" se refiere a fuera de una casa o edificación. Por lo tanto el grito quería decir: ¡todos a la calle, defendámonos del posible peligro!

## Tipo de gritos
Había diferentes gritos para varios tipos de peligro. El más famoso era el de "Via fora", que servía para casi toda clase de amenazas, pero  había peligros que necesitaban preparación para defenderse. Para cuando venían los piratas o los corsarios, gritaban "Via fora Mar". De este modo podían saber que la amenaza venía por el mar y se podían preparar para el ataque inminente. En ocasiones en que había ladronas, gritaban "Via fora ladres" y así el pueblo podía saber qué era exactamente el peligro y, de este modo, perseguirlo.

## Normas
Cuando se gritaba "Via fora", estaban obligados a ir los mayores de 16 años y los menores de 60.
También tenían que estar preparados porque podría haber peligro en cualquier momento, por lo tanto, se recomendaba tener armas en casa, como hoces, lanzas, etc. Se decía de llevarlas al trabajo para, en caso de escucharse el grito, poderlas tener al alcance.
Tenían que estar alerta tanto de día como por la noche, puesto que el peligro podía surgir en cualquier hora. Nadie del pueblo podía llevar armas sin este permiso para defenderse.
Mientras perseguían la amenaza, el pueblo tenía que ir gritando para hacer ruido y no se paraban hasta atraparla.

## Ciudades donde se gritaba
Había varias ciudades donde se gritaba "Via fora", pero las más conocidas eran Barcelona, Tarragona, Manresa, Girona, Lleida y la mayoría del resto del territorio de la Corona Aragonesa. 
Esto se puede saber gracias a unos escritos en catalán antiguo donde aparecen las diferentes maneras de gritar de las distintas ciudades.

## Obras y literatura donde aparece
El grito fue tan relevante que se han escrito varios poemas sobre él. Incluso le dio título a una revista, "Via fora!!", que se publicó entre el 1984 y el 2001. Ha sido incluida como proclama motivacional en las obras "Via fora els adormits", de autor anónimo; "Ara mateix", de Miquel Martí i Pol, a pesar de que aumentó su fama cuando Lluís Llach hizo de ella una canción; "Au, jovent", de autor anónimo, y musicada por Ramon Muntaner i Mesclat. En la novela y posterior serie televisiva La Catedral del Mar, de Ildefonso Falcones, se recurre varias veces al Via fora. También aparece en La catedral del mar, de Ildefonso Falcones, como respuesta al secuestro del ganado de la ciudad por parte del barón de Creixell.